# Districte de Memba
El districte de Memba és un districte de Moçambic, situat a la província de Nampula. Té una superfície de 4.555 kilòmetres quadrats. En 2007 comptava amb una població de 229.824 habitants. Limita al nord amb el districte de Chiúre de la província de Cabo Delgado, a l'oest amb els districtes d'Eráti i Nacarôa, al sud amb el districte de Nacala-a-Velha, i a l'est amb l'oceà Índic.

## Divisió administrativa
El districte està dividit en quatre postos administrativos (Chipene, Lúrio, Mazue i Memba), compostos per les següents localitats:
- Posto Administrativo de Chipene:
  - Chipene
- Posto Administrativo de Lúrio:
  - Lúrio
- Posto Administrativo de Mazua:
  - Mazua;
  - Smuco;
  - Cava.
- Posto Administrativo de Memba:
  - Memba;
  - Miaja;
  - Niaca-Geba;
  - Tropene.